# Compatible Time-Sharing System
Das Compatible Time-Sharing System (CTSS) war das erste Time-Sharing System und bot mehreren Benutzern parallelen und voneinander abgegrenzten Zugriff auf einen Mainframe. Es wurde Anfang der 1960er Jahre am MIT von einem Team unter der Leitung von Fernando Corbató entwickelt und bis 1973 genutzt. Es basierte auf den theoretischen Grundlagen von John McCarthy und Christopher Strachey, die 1959 unabhängig voneinander die gleichzeitige Ausführung des Programm-Codes mehrerer Nutzer auf einem Mainframe propagierten.
CTSS wurde das erste Mal 1961 als Experimental Time Sharing System auf einem IBM 709-Mainframe betrieben. Der Zugriff erfolgte über drei IBM Flexowriter Typewriter als Terminals, wodurch erstmals drei Nutzer gleichzeitig ein Mainframe nutzen konnten. Eine weitere Neuerung war, dass CTSS neben der Programm-Entwicklung das Anlegen privater Dateien sowie die Unterbrechung und Wiederaufnahme von Debugging-Sessions ermöglichte. Nachdem 1962 der Betrieb von CTSS auf einen IBM 7090 übergegangen war, erhielt das MIT bereits 1963 einen IBM 7094. CTSS ermöglichte es nun auch, dass Nutzer auf den Mainframe über Fernzugriff zugriffen und Dateien durch symbolische Verlinkungen gemeinsam verwendeten.
Das „Compatible“ im Namen bezog sich auf die Möglichkeit, eine unveränderte Kopie des Fortran Monitor Systems (FMS) im Hintergrund auszuführen. Dadurch war es möglich, die unter diesem Stapelverarbeitungs-Betriebssystem entwickelten Programme weiter zu nutzen.
CTSS gilt als Vorläufer von Multics, welches wiederum der Vorläufer von Unix ist.

## Dateisystem
```
	10 FILES	20 TRACKS USED
DATE		NAME		MODE	NO. TRACKS
5/20/63		MAIN	MAD	P	15
5/17/63 	DPFA	SYMTB	P	1
5/17/63 	DPFA	BSS	P	1
5/17/63 	DPFA	FAP	P	2
```